# Nagy-Britannia az 1960. évi téli olimpiai játékokon
Nagy-Britannia az egyesült államokbeli Squaw Valleyben megrendezett 1960. évi téli olimpiai játékok egyik részt vevő nemzete volt. Az országot az olimpián 5 sportágban 17 sportoló képviselte, akik érmet nem szereztek.

## Alpesisí
Férfi
| Versenyző           | Versenyszám      | 1. futam | 1. futam | 2. futam | 2. futam | Összesítés | Összesítés |
| Versenyző           | Versenyszám      | Idő      | Hely.    | Idő      | Hely.    | Idő        | Helyezés   |
| ------------------- | ---------------- | -------- | -------- | -------- | -------- | ---------- | ---------- |
| Charlach Mackintosh | Lesiklás         |          |          |          |          | 2:25,1     | 35.        |
| Charlach Mackintosh | Óriás-műlesiklás |          |          |          |          | kizárták   | kizárták   |
| John Oakes          | Lesiklás         |          |          |          |          | 2:36,0     | 55.        |
| John Oakes          | Óriás-műlesiklás |          |          |          |          | 2:16,3     | 48.        |
| Geoff Pitchford     | Lesiklás         |          |          |          |          | 2:27,3     | 40.        |
| Geoff Pitchford     | Műlesiklás       | 1:23,5   | 34.      | kizárták | kizárták | kiesett    | kiesett    |
| Geoff Pitchford     | Óriás-műlesiklás |          |          |          |          | 2:20,4     | 50.        |
| Robert Skepper      | Lesiklás         |          |          |          |          | 2:28,1     | 43.        |
| Robert Skepper      | Műlesiklás       | 1:41,6   | 50.      | 1:18,5   | 27.      | 3:00,1     | 36.        |
| Robert Skepper      | Óriás-műlesiklás |          |          |          |          | 2:26,2     | 53.        |

Női
| Versenyző        | Versenyszám      | 1. futam | 1. futam | 2. futam | 2. futam | Összesítés | Összesítés |
| Versenyző        | Versenyszám      | Idő      | Hely.    | Idő      | Hely.    | Idő        | Helyezés   |
| ---------------- | ---------------- | -------- | -------- | -------- | -------- | ---------- | ---------- |
| Wendy Farrington | Lesiklás         |          |          |          |          | 1:50,8     | 28.        |
| Wendy Farrington | Műlesiklás       | 1:08,4   | 34.      | 1:30,8   | 37.      | 2:39,2     | 37.        |
| Wendy Farrington | Óriás-műlesiklás |          |          |          |          | 2:04,2     | 39.        |
| Josephine Gibbs  | Lesiklás         |          |          |          |          | 1:50,3     | 25.        |
| Josephine Gibbs  | Műlesiklás       | 1:04,1   | 27.      | 1:09,1   | 31.      | 2:13,2     | 27.        |
| Josephine Gibbs  | Óriás-műlesiklás |          |          |          |          | 1:51,9     | 33.        |
| Renate Holmes    | Lesiklás         |          |          |          |          | 1:51,9     | 31.        |
| Renate Holmes    | Műlesiklás       | 1:16,1   | 40.      | 1:07,4   | 29.      | 2:23,5     | 34.        |
| Renate Holmes    | Óriás-műlesiklás |          |          |          |          | 2:03,9     | 38.        |
| Sonja McCaskie   | Óriás-műlesiklás |          |          |          |          | 2:06,1     | 40.        |

## Biatlon
| Versenyző    | Lövőhiba | Időeredmény | Helyezés |
| ------------ | -------- | ----------- | -------- |
| John Moore   | 14       | 2:08:50,8   | 29.      |
| Norman Shutt | 13       | 2:11:36,5   | 30.      |

## Gyorskorcsolya
Férfi
| Versenyző      | Versenyszám | Eredmény      | Helyezés      |
| -------------- | ----------- | ------------- | ------------- |
| Terry Malkin   | 500 m       | nem ért célba | nem ért célba |
| Terry Malkin   | 1500 m      | 2:25,0        | 40.           |
| Terry Malkin   | 5000 m      | 8:56,1        | 33.           |
| Terry Monaghan | 500 m       | 44,0          | 38.           |
| Terry Monaghan | 1500 m      | 2:19,9        | 26.           |
| Terry Monaghan | 5000 m      | 8:15,3        | 11.           |
| Terry Monaghan | 10 000 m    | 16:31,6       | 5.            |

## Műkorcsolya
| Versenyző       | Versenyszám  | Kötelező elemek   | Kötelező elemek | Kűr               | Kűr   | Összesítés                     | Összesítés                     | Összesítés                     | Összesítés                     | Összesítés                     | Összesítés                     | Összesítés                     | Összesítés                     | Összesítés                     | Összesítés        | Összesítés        | Összesítés  | Összesítés | Összesítés |
| Versenyző       | Versenyszám  | Kötelező elemek   | Kötelező elemek | Kűr               | Kűr   | Helyezési pontszámok bírónként | Helyezési pontszámok bírónként | Helyezési pontszámok bírónként | Helyezési pontszámok bírónként | Helyezési pontszámok bírónként | Helyezési pontszámok bírónként | Helyezési pontszámok bírónként | Helyezési pontszámok bírónként | Helyezési pontszámok bírónként | Több. hely. száma | Több. hely. össz. | Hely. össz. | Pont       | Helyezés   |
| Versenyző       | Versenyszám  | Több. hely. száma | Hely.           | Több. hely. száma | Hely. | 1                              | 2                              | 3                              | 4                              | 5                              | 6                              | 7                              | 8                              | 9                              | Több. hely. száma | Több. hely. össz. | Hely. össz. | Pont       | Helyezés   |
| --------------- | ------------ | ----------------- | --------------- | ----------------- | ----- | ------------------------------ | ------------------------------ | ------------------------------ | ------------------------------ | ------------------------------ | ------------------------------ | ------------------------------ | ------------------------------ | ------------------------------ | ----------------- | ----------------- | ----------- | ---------- | ---------- |
| Robin Jones     | Férfi egyéni | 6×14+             | 15.             | 5×12+             | 12.   | 16,0                           | 13,0                           | 11,0                           | 13,0                           | 14,0                           | 10,0                           | 10,0                           | 14,0                           | 12,0                           | 6×13+             | 69,0              | 113,0       | 1220,4     | 12.        |
| David Clements  | Férfi egyéni | 6×16+             | 16.             | 6×13+             | 13.   | 13,0                           | 17,0                           | 12,0                           | 15,0                           | 17,0                           | 12,0                           | 16,0                           | 16,0                           | 17,0                           | 6×16+             | 84,0              | 135,0       | 1174,7     | 15.        |
| Patricia Pauley | Női egyéni   | 5×13+             | 14.             | 9×17+             | 16.   | 14,0                           | 18,0                           | 13,0                           | 16,0                           | 13,0                           | 13,0                           | 18,0                           | 14,0                           | 15,0                           | 5×14+             | 67,0              | 134,0       | 1213,8     | 15.        |
| Carolyn Krau    | Női egyéni   | 5×17+             | 17.             | 6×21+             | 21.   | 18,0                           | 21,0                           | 18,0                           | 20,0                           | 14,0                           | 22,0                           | 17,0                           | 19,0                           | 19,0                           | 6×19+             | 105,0             | 168,0       | 1160,3     | 19.        |

## Sífutás
Férfi
| Versenyző     | Versenyszám | Eredmény  | Helyezés |
| ------------- | ----------- | --------- | -------- |
| John Moore    | 15 km       | 58:35,0   | 44.      |
| John Moore    | 30 km       | 2:08:58,6 | 38.      |
| John Moore    | 50 km       | 3:43:15,3 | 30.      |
| Andrew Morgan | 15 km       | 1:01:32,9 | 49.      |
| Andrew Morgan | 30 km       | 2:13:38,9 | 41.      |
| Norman Shutt  | 15 km       | 1:07:34,0 | 52.      |